# قبيلة هذيل البقوم
هذيل تربة أو هذيل البقوم وهي قبيلة من أكبر قبائل تربة وتعود بالأصل من قبيلة هذيل العدنانية المتواجدة شمال الطائف. هاجروا قديما الى تربة واستوطنوا قرب جبل حضن وحالفوا قبيلة البقوم حلف جوار. وهم اليوم احد اكبر قبائل تربة و ما زالوا محافظين على نسبهم لقبيلتهم الام هذيل ومنهم فروع في الكويت. ومنهم الشيخ الفارس مقعد بن حدري الهذيلي. والمنتسب الى هذيل تربة يقال له (الهذيلي).

## النسب

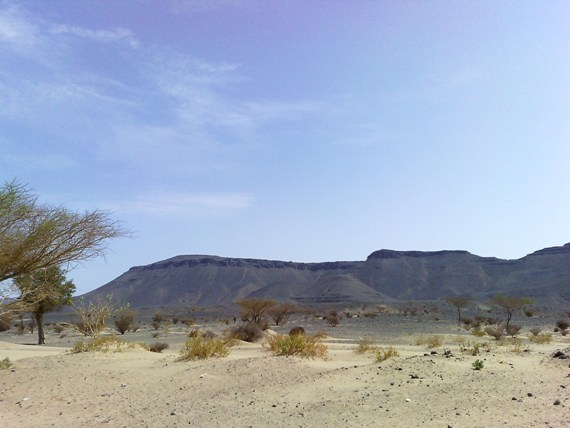
جبل حضن من ديار قبيلة هذيل تربة

تنتسب قبيلة هذيل تربة او هذيل البقوم إلى:
- حتروش بن جميل من بني جريب بن سعد بن هذيل بن مدركة بن الياس بن مضر بن نزار بن معد بن عدنان من ذرية نبي الله إسماعيل بن إبراهيم.[1]

وتكونت هذه القبيلة بعد هجرة ثلاثة رجال من الحتارشة ولحق بهم رجلان من الصلمان من هذيل من ديارهم شمال شرق مكة نواحي الطائف، حيث كانت قبيلتهم الأصلية في بادية مكة والطائف بالقرب من وادي هذيل ووادي نخلة ووادي حنين. وتمت هذه الهجرة على فترتين زمنيتين مختلفتين.
ولا يُعرف بدقة مدة كل فترة، إذ تتراوح تقديرات المؤرخين بين سنوات قليلة إلى عشرات السنين. ويقول شيخ المطارفة من هذيل عجل بن نهية المطرفي الهذلي وهو يذكر مكوثه فترة معهم.

## تاريخ هجرتهم
- الرأي الأول:
  - هاجر شداد العياضي وهو من فخذ الحتارشة من قبيلة هذيل ورفيق دربه دفنان العفراني وهو من نفس الفخذ إلى جبل حضن ودخلوا في حلف مع مرازيق البقوم وبعدها بعدة سنوات لحق بهما أبناء عمومتهم وافي الضمياني وأبنيه حمدان وغباش وهم من فخذ الضمايين من قبيلة هذيل وتحالفوا أيضاً مع المرازيق وخصوصاً (خامس الفضول) قبل حوالي 300 عام تقريبًا ( 1130 هـ ) وانضموا مع رجال قبيلتهم الذين سبقوهم إلى هذه المنطقة.
- الرأي الثاني:
  - هاجر وافي وأبنيه بعد أن أصبح أبناء شداد ودفنان 30 رجلاً أي بعد ما يقارب (50 إلى 100 سنة) من هجرة سابقيهم.

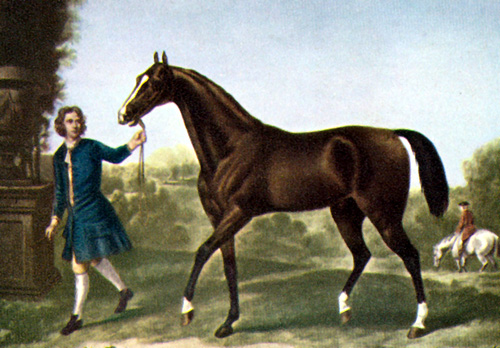
دارلي اريبيان من خيول مقعد بن حدري الهذلي أمير هذيل البقوم في القرن الثالث عشر الهجري

## بعض ما ورد بالشعر
يقول الشاعر ماجد بن مضحي العاكور الهذيلي:
ويقول دهيس الهمرق الكريزي المقاطي:
ويقول عايد بن محمد الدفناني الهذيلي:

## أقسام القبيلة
مفردها (الهذيلي) وعددها يقارب 50 الاف نسمة وفروعها:
- السواكتة
- العرايدة
- الزوابين
- الحمادين
- الحمدة
- العواكير
- آل عبا
- الحرادبة
- الدفانين
- آل عمير
- آل مشخص
- الذيابين

## أجدادهم
- شداد العياضي الحتيرشي الهذلي وله ابنان:
  - مسعود بن شداد الهذلي ومن نسله (فخوذ الحمدة والذيابين وآل عمير ).
  - حسن بن شداد الهذلي ومن نسله (فخوذ الحرادبة والزوابين والعرايدة).

- وافي الضمياني الصليمي الهذلي وله ابنان:
  - حمدان بن وافي الهذلي ومن نسله (فخذ الحمادين).
  - غباش بن وافي الهذلي ومن نسله (فخذ الغبابشة).

- دفنان العفراني الحتيرشي الهذلي:
  - من نسله (فخذ الدفانين).

## ديارهم
ينتشر هذيل البقوم في مركزي شعر والخالدية وبادية حضن وجميعها تتبع لمحافظة تربة البقوم، كما يتوزع كثير من أبناء هذيل البقوم في كثير من المحافظات السعودية وبعض المراكز وذلك من أجل ظروف العمل والمعيشة وبعضهم أستقر في هذه المدن كما يوجد حوالي ست أسر في دولة الكويت الشقيقة وهم مستقرون هُناك وحاصلون على الجنسية الكويتية، كما يتواجد بعض أبناء هذيل البقوم في بعض الدول العربية والإسلامية والأجنبية إما بسبب الدراسات العُليا (ماجستير ودكتوراة) أو بسبب العمل في سفارات الوطن الغالي بالخارج.

### حدادتهم
يحدهم من الشمال قبيلة السميان من البقوم في شمال حضن جنوب جبل البتيلة الشهير, ويحدهم من جهة الغرب قبيلتي الدهمة والكرزان من قبائل البقوم, غرب قرأ حضن ويحدهم من جهة الجنوب قبيلة المرازيق من البقوم, أما من جهة الشرق فتحدهم قبيلة سبيع.